# 広島市立早稲田中学校
広島市立早稲田中学校（ひろしましりつわせだちゅうがっこう）は、広島県広島市東区にある公立の中学校である。

## 歴史
- 1995年（平成7年）4月1日 - 広島市立牛田中学校より分離開校。
- 1996年（平成8年）6月27日 - 米国フロリダ州社会科教師19名が来校。
- 1998年（平成10年）2月27日 - 台湾省政府教育庁から26名来校。
- 1998年（平成10年）4月1日 - 教育推進指定校（学習指導）に決定。
- 2001年（平成13年）11月22日 - フルブライト米国視察団19名が来校、一日交流、授業参観を行う。

## 部活動
運動部はサッカー部、軟式野球部、女子バドミントン部、女子ソフトテニス部、男子バスケットボール部、女子バスケットボール部、女子バレーボール部の7つの部活。
文化部は芸術部のみ。
また生徒会執行部があり、これは立候補者の中から選挙によって選ばれる。

## 住所
- 広島市東区牛田早稲田4丁目15番1号に位置している。

## アクセス
- 牛田早稲田バス停より徒歩5分。